# Hemhem

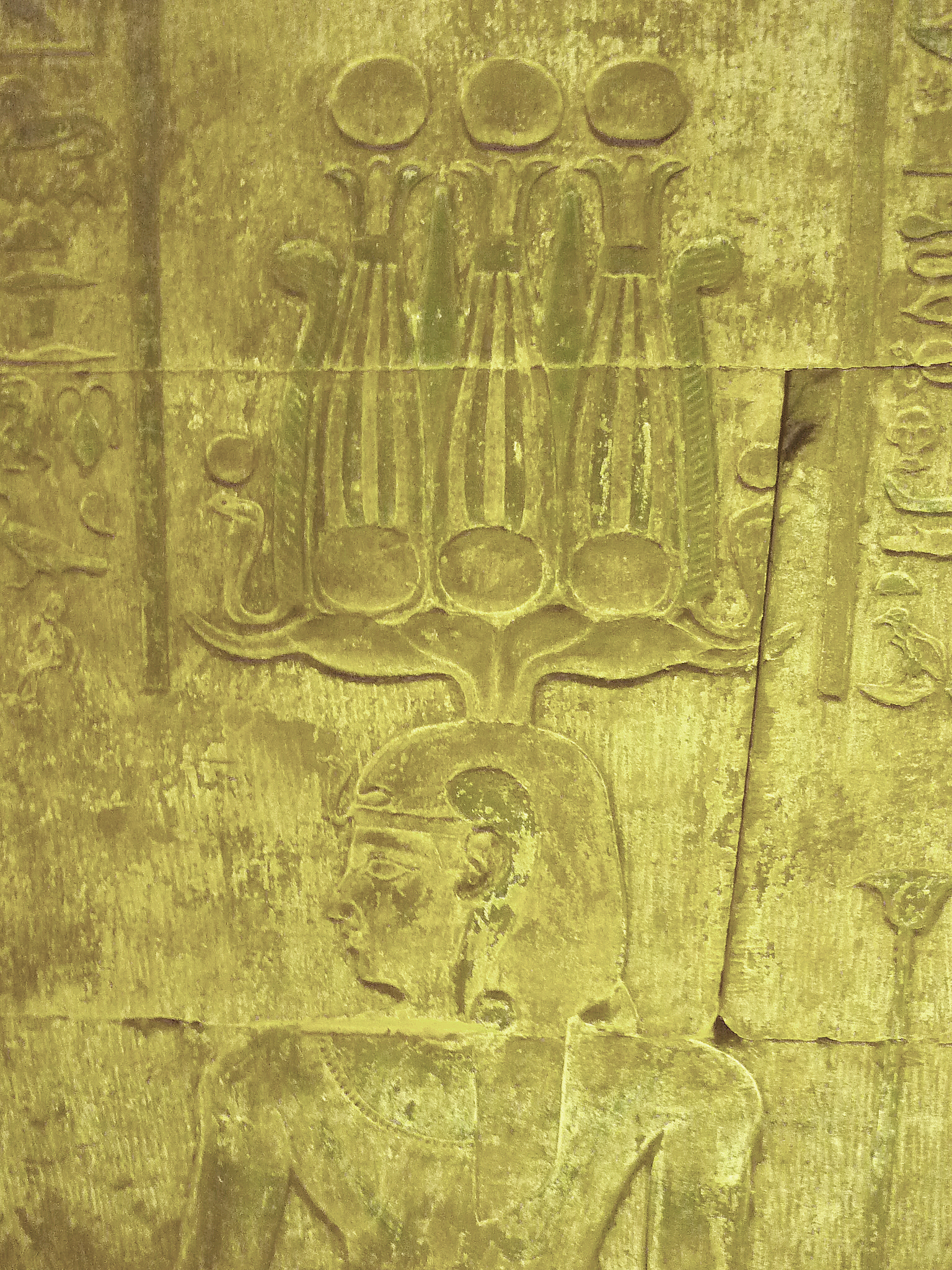
Corona hemhem en un bajo relieve de la escalera este del templo de Edfu.

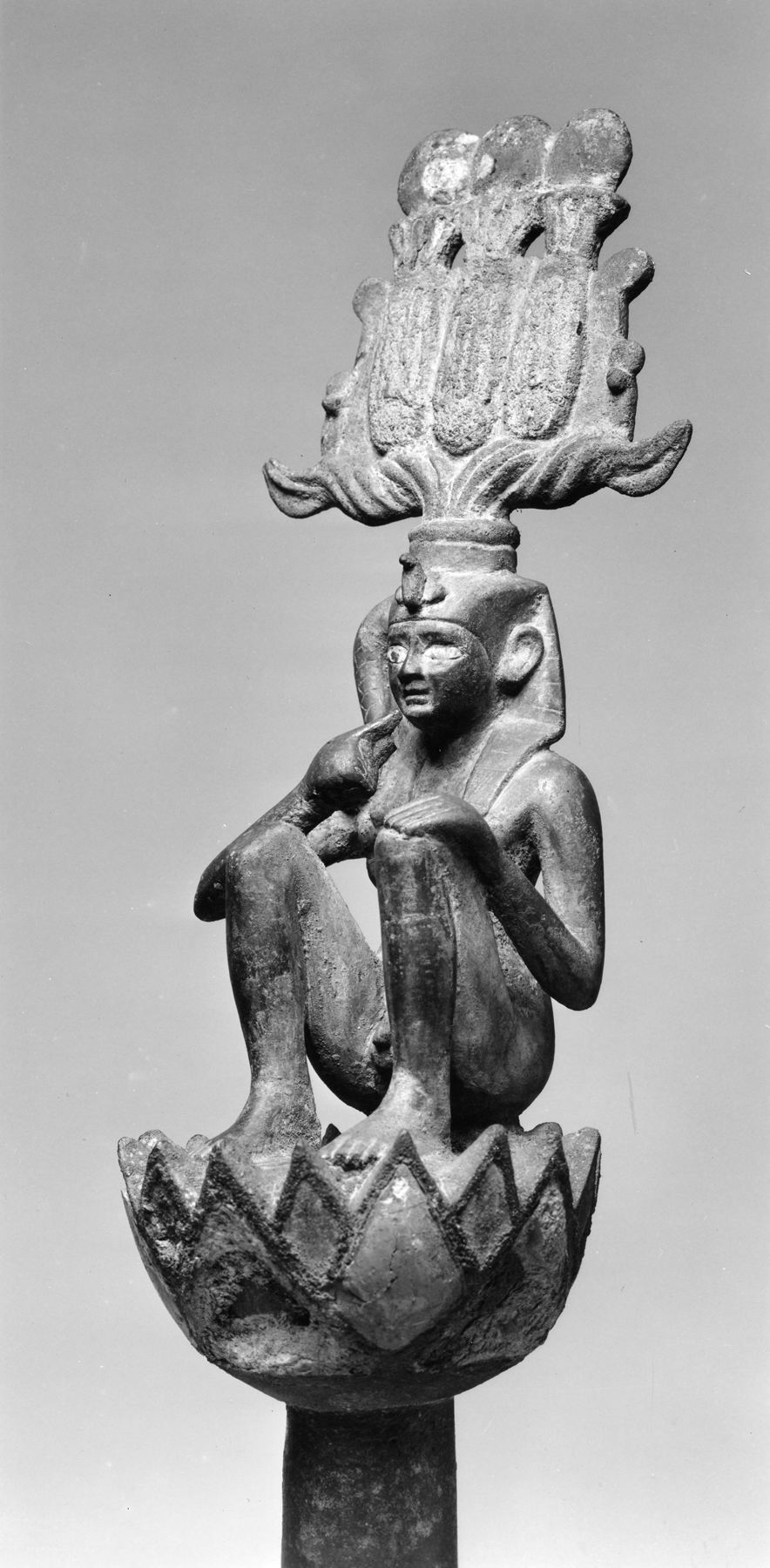
Horus niño con hemhem sentado sobre flor de loto.

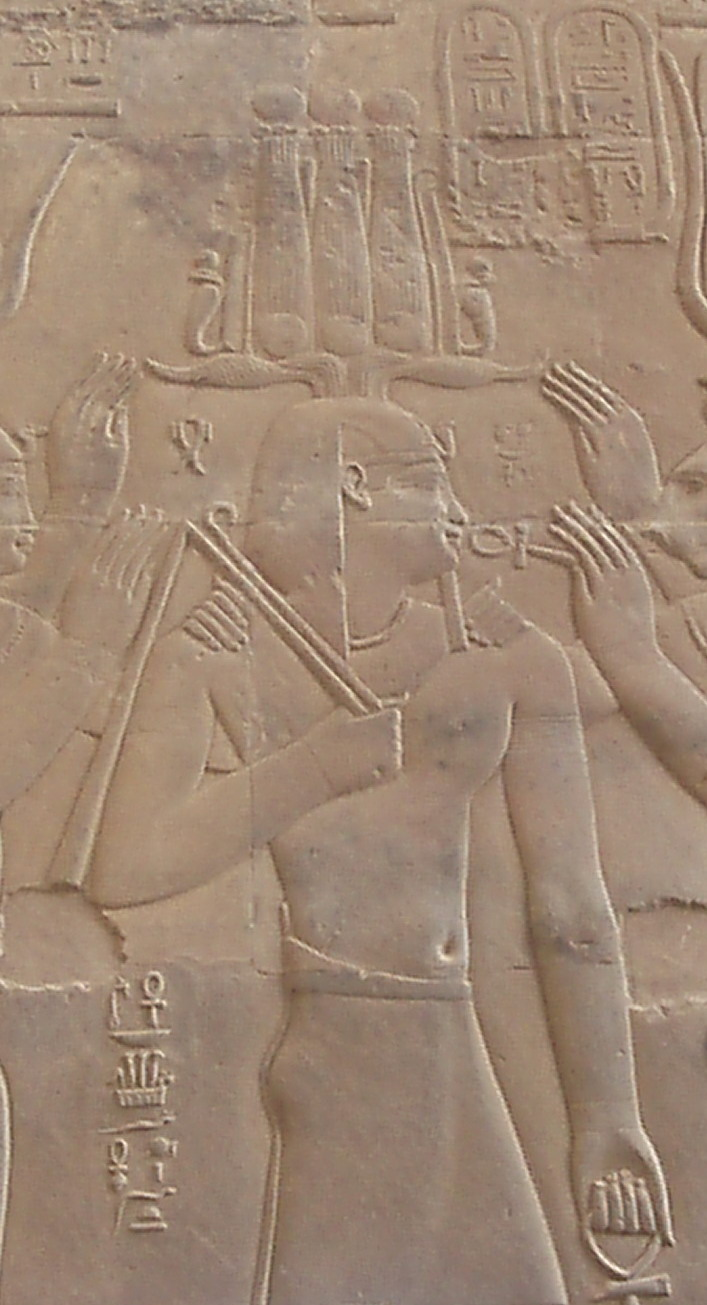
Ptolomeo XII Auletes con hemhem en el templo de Kom Ombo.

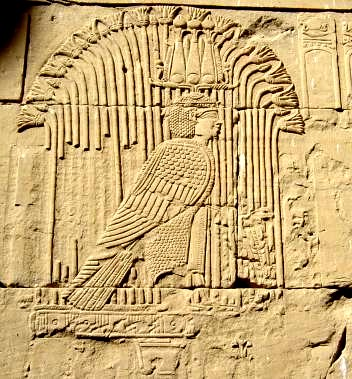
Ka de Mandulis con hemhem en el templo de Kalabsha.

Una hemhem o jemjem (hmhm)es una de las coronas rituales del Antiguo Egipto. Está compuesta por tres coronas atef (corona hedyet rematada por dos plumas de avestruz y a veces, un disco solar) sobre cuernos espirales de carnero y, a menudo, con un ureos a cada lado, que podía llevar también un disco solar. Frecuentemente, va combinado con el nemes. 
Su nombre significa "grito", "rugido" o "grito de guerra" y la transliteración hmhm.tj, "el rugidor" era un epíteto de Seth y Apofis. Iconográficamente, aparece en el período de Amarna pero cuando más es utilizada es en la época ptolemaica. Se siguió utilizando en la época romana donde hay representación parietal y en monedas. Simbolizaba el triunfo de la luz o de la vida sobre las tinieblas. Dependiendo del contexto, el cuerno también era símbolo solar (Amón), creador de la vida (Jnum) o lunar (Iah).
Es una corona de divinidades, principalmente portada por dioses niños, y algunas veces, era usada en los faraones difuntos como símbolo de renacimiento. Entre las divinidades que portaban la corona hemhem se encuentran el dios niño Somtus, Harsomtus o el dios de la Baja Nubia Mandulis, que personificaba la juventud solar. 